# Johannes Sigfridi
Johannes Sigfridi, född i Östergötland, död 1646 i Riddarholmens församling, Stockholm, var en svensk präst.

## Biografi
Johannes Sigfridi föddes i Östergötland. Han blev 31 mars 1634 kyrkoherde i Riddarholmens församling. Kungen förordnade efter en tid att kyrkoherden i Riddarholmen även skulle arbeta som lektor i teologie vid Stockholms gymnasium. Då Johannes Sigfridi inte ansågs kunnig nog att arbeta som lektor, utnämndes han 30 september 1645 till kyrkoherde i Vimmerby stadsförsamling, men avled före tillträdet som skulle varit 1 maj 1646. Johannes Sigfridi avled 1646 i Riddarholmens församling och begravdes 15 maj samma år i Riddarholmskyrkan.

### Familj
Johannes Sigfridi gifte sig 28 november 1636 med Anna Jöransdotter. De fick tillsammans ett barn (död 1637), Karin Johansdotter (född 1638), Jöran Johansson (född 1640), Johannes Johansson (född 1643), Gustaf Johansson (född 1645) och ett barn (död 1646).